# روزنسکی لوم
روزنسکی لوم (به انگلیسی: Rusenski Lom) رودخانهای است که در بلغارستان جریان دارد.